# Cá đuối bồng thân trơn
Cá đuối bồng thân trơn (tên khoa học Pateobatis jenkinsii) là một loài cá đuối thuộc họ Dasyatidae, phân bố rộng rãi ở khu vực Ấn Độ Dương-Thái Bình Dương, từ vùng biển Nam Phi kéo dài đến Quần đảo Mã Lai, tận đến bắc Úc. Loài cá đuối này có thể phát triển bề ngang đạt đến kích thước 1,5 m (4,9 ft)

## Hình ảnh

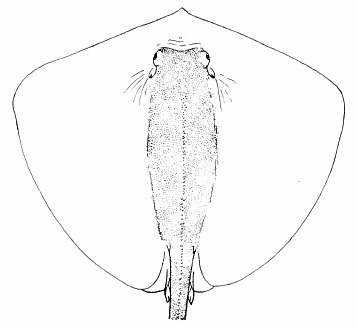
Hình minh họa đi kèm với mô tả năm 1909 của Annandale.
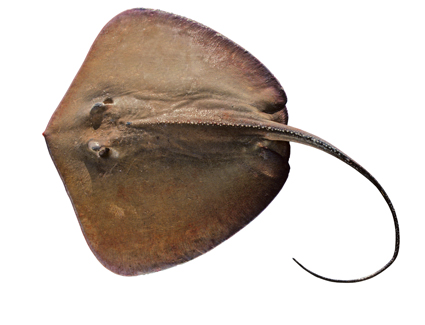
P. jenkinsii thường có màu nâu vàng đất, với rìa đĩa màu trắng và đuôi sẫm màu hơn.
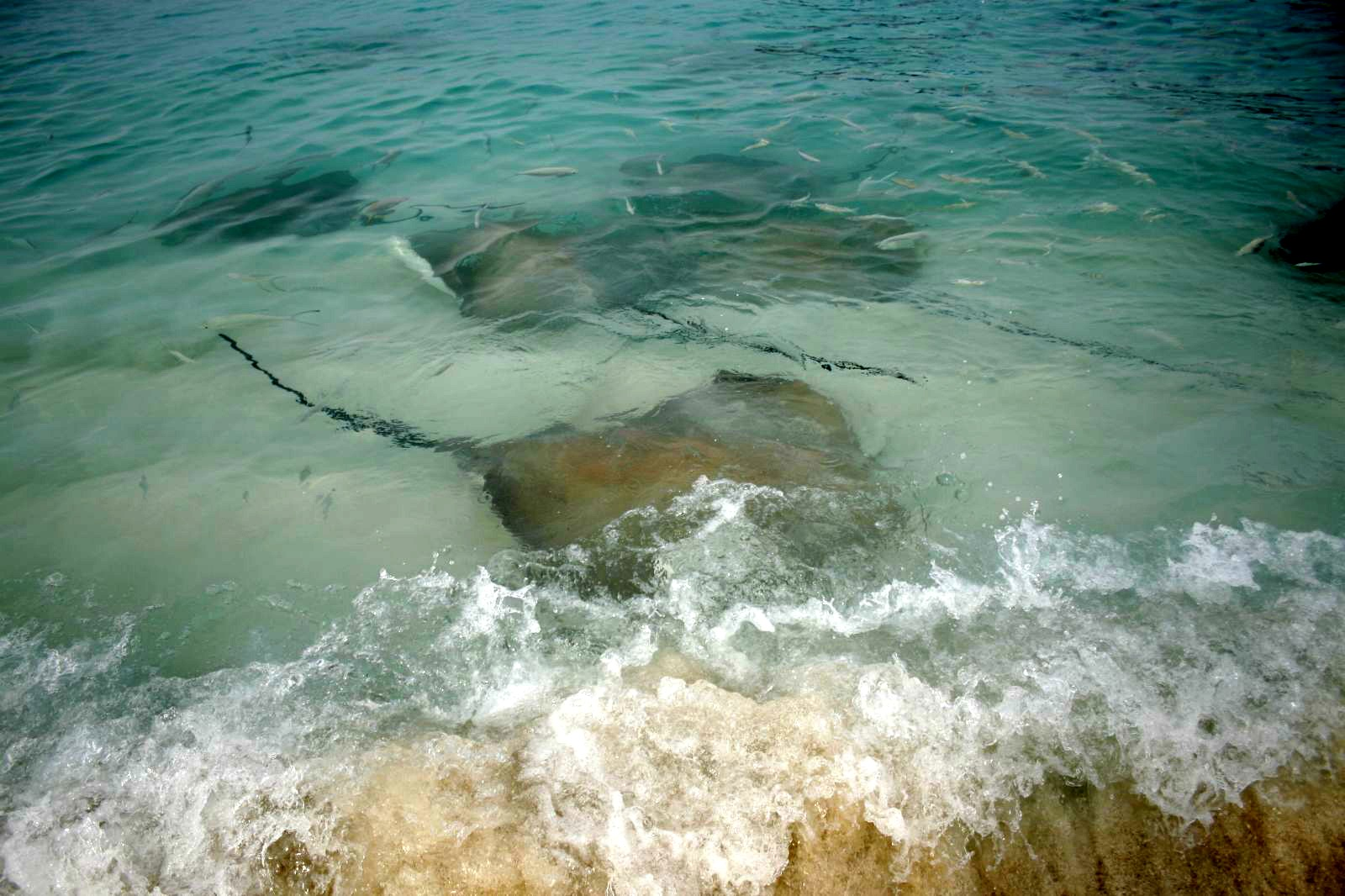
P. jenkinsii ngoài bãi biển ở Maldives.